# Lubo
Pour plus de détails, voir Fiche technique et Distribution.
Lubo est un film italo-suisse réalisé par Giorgio Diritti, sorti en 2023.

## Fiche technique
Sauf indication contraire, les informations mentionnées dans cette section peuvent être confirmées par la base de données cinématographiques IMDb,  présente dans la section « Liens externes ».
- Titre original : Lubo
- Réalisation : Giorgio Diritti
- Scénario : Giorgio Diritti et Fredo Valla
- Costumes : Ursula Patzak
- Photographie : Benjamin Maier
- Montage : Paolo Cottignola
- Musique : Marco Biscarini
- Pays d'origine : Italie
- Format : Couleurs
- Genre : drame
- Durée : 175 minutes
- Dates de sortie :
  - Italie : 7 septembre 2023 (Mostra de Venise 2023), 9 novembre 2023 (sortie nationale)

## Distribution
- Franz Rogowski : Lubo Moser
- Christophe Sermet :
- Valentina Bellè :
- Noémi Besedes : Elsa
- Cecilia Steiner : Klara
- Joel Basman :
- Filippo Giulini :

## Distinction

### Sélection
- Mostra de Venise 2023 : en compétition officielle[1]